# Rudolf Möller (Philologe)
Rudolf Möller (* 10. September 1815 in Königsberg i. Pr.; † 2. Dezember 1885 ebenda) war ein deutscher Gymnasiallehrer.

## Leben
Ab Michaelis 1831 studierte er an der Albertus-Universität Königsberg Geschichte, Geographie und neuere Sprachen. Nachdem er im Dezember 1836 zum Dr. phil. promoviert worden war, bestand er 1837 das Examen pro facultate docendi. Darauf als Lehrer am Kneiphöfischen Gymnasium angestellt, erhielt er Ostern 1842 die 7. ordentliche Lehrerstelle am Altstädtischen Gymnasium in Königsberg. Die Krone Preußen ernannte ihn Michaelis 1858 zum Kgl. Professor und beförderte ihn auf die 1. Oberlehrerstelle. Michaelis 1863 wurde er zum Direktor des Altstädtischen Gymnasiums gewählt. Ostern 1885 wurde er pensioniert. Im Dezember desselben Jahres starb er mit 70 Jahren.

## Veröffentlichungen
Programm Königsberg i. Pr. Altstädtisches Gymnasium
- Älteste Geschichte der Langobarden und Wanderungen derselben bis zum Jahre 568. Königsberg 1845.
- Über den lateinischen Unterricht auf den mittleren Klassen der Gymnasien. Anebst 25 Exercitien für Quarta und Unter-Tertia. Königsberg 1864.
- Geschichte des Altstädtischen Gymnasiums zu Königsberg i. Pr. von seiner Gründung bis auf die neueste Zeit aus gedruckten und handschriftlichen Quellen zusammengestellt

1. Teil. 1847.
2. Teil, 1. Abschnitt, 1848.
2. Teil, 2. Abschnitt. 1849.
2. Teil, 2. Abschnitt, 2. Beilage. 1851.
Der Unterricht in früherer Zeit und seine Hemmnisse.
Die Schulkomödien im Allgemeinen. Judith, eine lateinische Schulkomödie, 1874.
Die rhetorischen Schulactus. 1878.
Die poetischen Übungen. 1881.
Das Abiturientenexamen in älterer und späterer Zeit. 1883.
Das Abiturientenexamen. (Fortsetzung.) 1884.

## Ehrungen
- Roter Adlerorden III. Klasse mit der Schleife (1885)